# Kung Fu Panda: Legendás mesterek
A Kung Fu Panda: Legendás mesterek (eredeti cím: Kung Fu Panda: Secrets of the Masters) 2011-ben bemutatott amerikai animációs rövidfilm. A DreamWorks Animation gyártotta, a hossza 23 perc.

## Cselekmény
Po a társaival beoson egy kiállításra, ahol a sok legendás fegyver mély érzelmeket vált ki belőle. Ennek hatására belefog egy mesébe, ami a régi Kínában játszódik, és három mesterről szól, akik utcai harcosok voltak, majd megmentették Kínát a Wu nővérektől.

## Szereplők
| Színész         | Szerep       | Magyar hang      |
| --------------- | ------------ | ---------------- |
| Jack Black      | Po           | Gáspár András    |
| Angelina Jolie  | Tigris       | Zsigmond Tamara  |
| Dustin Hoffman  | Shifu mester | Tahi Tóth László |
| Randall Duk Kim | Oogway       |                  |
| Seth Rogen      | Sáska        | Szabó Máté       |
| Dennis Haysbert | Ox           |                  |
| Paul Scheer     | Rhino        |                  |
| Tony Leondis    | Croc         |                  |